# Joan Hinde Stewart
Joan Hinde Stewart (* 1944 in Brooklyn, New York City) ist eine US-amerikanische Literaturwissenschaftlerin, Romanistin und Hochschullehrerin, die zwischen 2003 und 2016 Präsidentin des Hamilton College war.

## Leben
Joan Hinde Stewart begann nach dem Schulbesuch ein grundständiges Studium am Saint Joseph’s College, das sie 1965 mit einem Bachelor of Arts (B.A.) beendete. Nach einem darauf folgenden postgradualen Studium erwarb sie 1970 einen Doctor of Philosophy (Ph.D.) an der Yale University. Nachdem sie daraufhin als Professorin am Wellesley College tätig gewesen war, übernahm sie 1973 eine Professur an der North Carolina State University (NCSU) und lehrte dort bis 1999. Während dieser Zeit fungierte sie zugleich zwischen 1985 und 1997 als Leiterin der Abteilung Fremdsprachen an der NCSU. 1999 übernahm sie eine Professur für Französische Sprache an der University of South Carolina (USC) und unterrichtete dort bis 2003. Sie war ferner Dekanin des College of Liberal Arts, der Fakultät für Geisteswissenschaften, der USC.
Am 1. Juli 2003 übernahm Joan Hinde Stewart von Eugene Tobin das Amt als Präsidentin des Hamilton College und bekleidete dieses bis zum 1. Juli 2016, woraufhin der Rechtswissenschaftler David Wippman ihre Nachfolge antrat. 2015 wurde sie des Weiteren Präsidentin des National Humanities Center (NHC) im Research Triangle Park (RTP), dem größten Wissenschaftspark der USA, und engagierte sich zudem als Mitglied des Präsidiums der 2009 gegründeten virtuellen Universität University of the People.
Aus ihrer Ehe mit dem Universitätsprofessor Philip Stewart (* 1940) gingen eine Tochter und ein Sohn hervor.

## Veröffentlichungen
Joan Hinde Stewart veröffentlichte neben mehreren Büchern auch zahlreiche Fachartikel. Zu ihren Veröffentlichungen gehören:
- The novels of Mme Riccoboni, UNC Department of Romance Languages, Chapel Hill 1976
- Lettres de Mistriss Fanni Butlerd (Marie-Jeanne Riccoboni, 1757), Genf 1979
- Gynographs. French novels by women of the late eighteenth century, University of Nebraska Press, Lincoln 1993
- Letters of Mistress Henley published by her friend (Isabelle de Charrière, Lettres de Mistriss Henley publiées par son amie, 1784), Mitherausgeber/Übersetzung Philip Stewart, Modern Language Association of America, New York 1993
- Colette, Twayne Publishers, Boston 1983, Neuauflage, New York City 1996
- The Story of Ernestine (Marie-Jeanne Riccobon, Histoire d’Ernestine, 1762), Mitherausgeber/Übersetzung Philip Stewart, Modern Language Association of America, New York 1998
- The enlightenment of age women, letters and growing old in eighteenth-century France, Voltaire Foundation, Oxford 2010